# Trygonoptera
A Trygonoptera a porcos halak (Chondrichthyes) osztályának sasrájaalakúak (Myliobatiformes) rendjébe, ezen belül az Urolophidae családjába tartozó nem.

## Tudnivalók
A Trygonoptera-fajok korábban az Urolophus nembe voltak besorolva. Ezek a porcos halak főleg az Indiai-óceán keleti felén találhatók meg; azonban egy a Nyugat-Csendes-óceánban, míg egy másik a Déli-óceánban él. Az úszófesztávolságuk fajtól függően 39,4-79,3 centiméter között van.

## Rendszerezés
A nembe az alábbi 6 élő faj tartozik:
- Trygonoptera galba Last & Yearsley, 2008
- Trygonoptera imitata Yearsley, Last & Gomon, 2008
- Trygonoptera mucosa (Whitley, 1939)
- Trygonoptera ovalis Last & Gomon, 1987
- Trygonoptera personata Last & Gomon, 1987
- Trygonoptera testacea Müller & Henle, 1841 - típusfaj